# Youngwood
Youngwood is een plaats (borough) in de Amerikaanse staat Pennsylvania, en valt bestuurlijk gezien onder Westmoreland County.

## Demografie
Bij de volkstelling in 2000 werd het aantal inwoners vastgesteld op 4138.
In 2006 is het aantal inwoners door het United States Census Bureau geschat op 3141, een daling van 997 (-24,1%).

## Geografie
Volgens het United States Census Bureau beslaat de plaats een oppervlakte van
4,8 km², geheel bestaande uit land.

## Plaatsen in de nabije omgeving
De onderstaande figuur toont nabijgelegen plaatsen in een straal van 8 km rond Youngwood.

## Andere betekenissen
YoungWood was ook de naam van een klein Nederlandse automatiseringsbedrijf uit Wijk bij Duurstede/Houten dat bestond van 1997 - 2007, gespecialiseerd in bedrijfskritische automatiserings projecten. Het bedrijf is in 2007 overgenomen door Ordina.